# Piseux
Piseux ist eine französische Gemeinde mit 691 Einwohnern (Stand: 1. Januar 2022) im Département Eure in der Region Normandie; sie gehört zum Arrondissement Bernay und zum Kanton Verneuil d’Avre et d’Iton. Die Einwohner werden Pisotins genannt.

## Geographie
Piseux liegt etwa 37 Kilometer südwestlich von Évreux. Umgeben wird Piseux von den Nachbargemeinden Sainte-Marie-d’Attez im Norden, Tillières-sur-Avre im Osten und Südosten, Courteilles und Bâlines im Süden, Verneuil d’Avre et d’Iton im Südwesten sowie Breteuil im Westen und Nordwesten.

## Bevölkerungsentwicklung

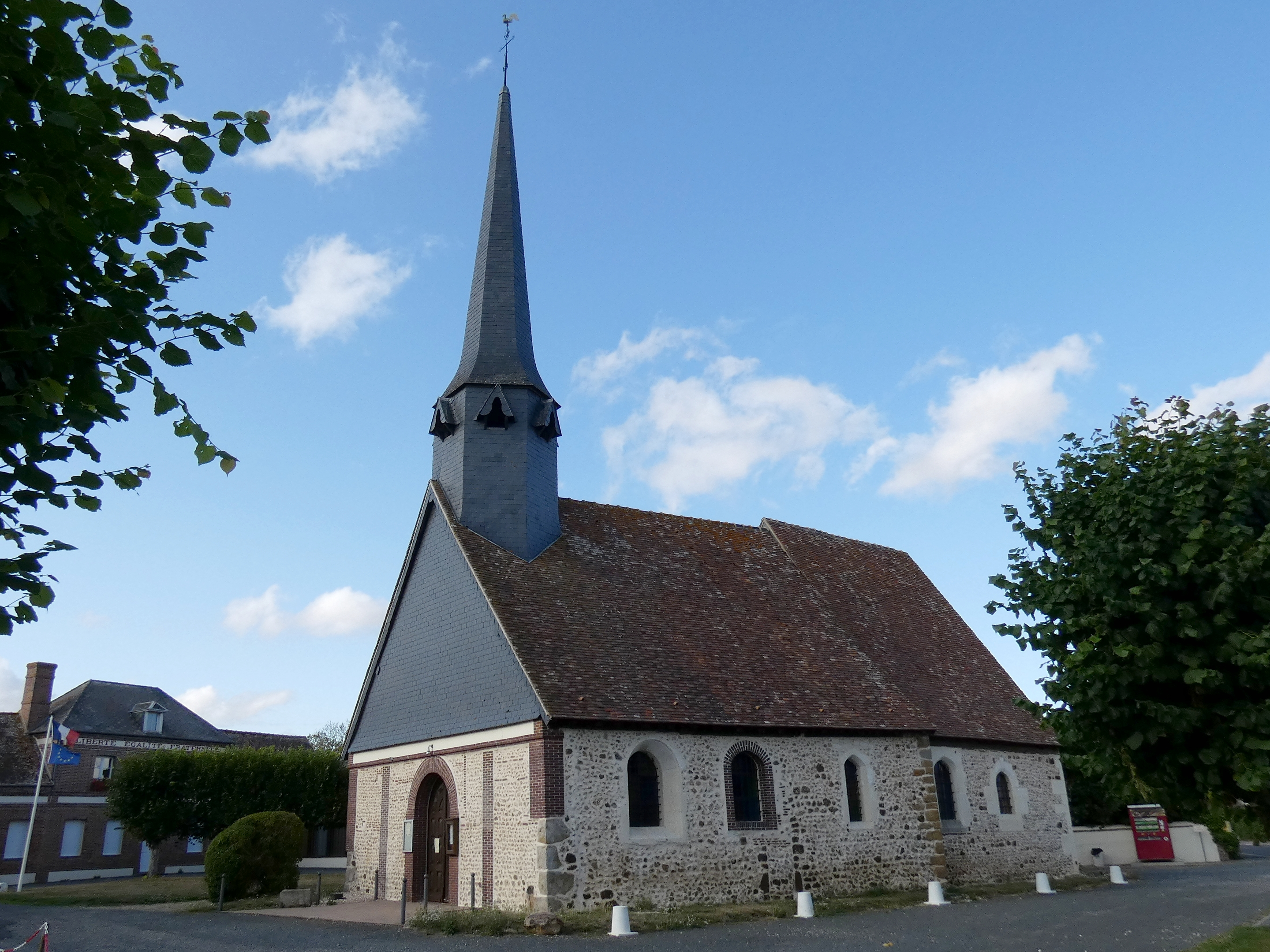
Kirche Saint-Denis

| Jahr                       | 1962 | 1968 | 1975 | 1982 | 1990 | 1999 | 2006 | 2017 |
| Einwohner                  | 403  | 515  | 505  | 509  | 569  | 536  | 657  | 744  |
| Quellen: Cassini und INSEE |      |      |      |      |      |      |      |      |